# 望善街
望善街（葡萄牙語：Rua de Mong Sin），位於澳門半島望廈，西北起起慕拉士大馬路，東南至馬交石斜坡，東面連接羅神父街。2016年3月，澳門特區政府為應對日後建成的望廈社屋二期及望廈體育館重建項目以及其他新住宅樓盤建成後的交通流量，政府計劃於望善樓與該重建項目之間新闢一條全長142米的行車道路，進一步完善慕拉士大馬路周邊路網並減少車輛和行人在往返黑沙環及中區需要繞道情況，當時計劃爭取在2017年澳門大賽車舉行前完工。該道路於2016年第三季正式動工，並於2017年11月8日正式開通啟用，為三線雙向交通行車，包括一條由慕拉士大馬路往馬交石斜坡方向的行車道；以及兩條經馬交石斜坡分別前往慕拉士大馬路及高利亞海軍上將大馬路的行車道。

## 歷史
2016年3月10日，望廈社會房屋周邊道路工程開標，土地工務運輸局共收到九份標書。工程範圍包括在望善樓及望廈社屋二期之間，開闢一條新道路。由於馬交石斜坡與區神父街之間有約3米高差，因此在馬交石斜坡與區神父街之間興建一條行車天橋，同時重整部分區神父街一段。整項工程總面積約3,700平方米，預計同年第三季動工，施工期為350個工作天。開標程序共收到9份標書， 8份獲接納的標書提出造價為兩千至兩千四百多萬澳門元不等，1份標書因欠缺招標方案要求的文件故不被接納。工程包括建造行車道路、行車天橋、下水道、護坡及紀念物保護等，新規劃的道路將會連接馬交石斜坡、區神父街及慕拉士大馬路。
2016年6月，新道路開闢工程由德發建業工程有限公司以約2,188,4300元投得，工期約320天。
2016年9月15日，位於信譽名門旁的一段行人路開放使用，取代原有的梯級，道路建設方面已完成連接區神父街與望廈社屋二期停車場一段路面，以及開通望廈社屋二期地面層行人通道。新建行人道闊近三米，設有導盲磚等無障礙設施，由於行車道路正處於初步建設階段，行人道部分設施仍待改善，但已較過往的梯階式捷徑完善，為行動不便人士提供方便。
2017年7月12日，新道路以“慕拉士大馬路連接望善樓停車場的臨時行車通道”名祴開放使用，臨時車道設計為雙線行車，僅供車輛取道往返望善樓停車場。
2017年11月8日，介乎慕拉士大馬路與馬交石斜坡/黑沙環斜路開闢一段新行車道路正式開通使用。
2018年5月8日，民政總署於澳門特區政府《公報》第21期第二組刊登告示，位於馬交石斜坡至慕拉士大馬路之間的一段新建道路正式命名為“望善街”。

## 成效
道路建成後羅神父街改為有出口路段，並加快疏導由黑沙環往中區車輛，減輕俾利喇街交通壓力，同時經馬交石斜坡往黑沙環方向行駛車輛可以減少繞行黑沙環馬路，有助紓緩前往北區的交通壓力。

## 爭議
2016年，交通事務局計劃將本道路連接觀音堂街打通牧羊巷一段道路連接至觀音堂一帶，疏導北區至中區的交通壓力。在城市規劃委員會會議上有委員認同開路利多於弊；但亦有委員反對開路，認為開闢道路會影響康真君廟和望廈村肌理，不應該為開通一條行車線而遷移300年歷史的廟宇。經過近一個小時的討論後，該位於牧羊巷8A地段的規劃條件圖，最終獲得通過。
由於打通道路內需遷移並拆除一座超過300年的康真君廟，對不少該區居民而言為集體回憶，認為特區政府做法對文遺保護的精神和形象造成一定的損害。歷史學會理事長陳樹榮表示反對打通道路，該廟宇作為望廈古村的一部分具歷史價值，建議政府利用古村、觀音古廟及康真君廟一同開發旅遊元素，希望城規會委員應該以保育文物為前題。澳門文化局時任局長吳衛鳴表示堅決反對，認為美副將區街道景貌值得保護，文化局把注意力放在維持望廈村的肌理，如早前觀音堂旁的康真君廟有被移除的可能，文化局堅決反對。文化遺產委員會在2016年8月17日會議上，所有委員一致反對遷移望廈康真君廟，委員一致認同康真君廟的價值所在，認為有違保護建築群的概念，亦有委員提出優化保護廟宇周邊環境的建議。

## 重要建築
- 望廈社屋：望善樓、望德樓第一座出入口[18]及停車場出入口[19]
- 望廈總站：車道出口[20]
- 望廈體育中心：停車場出入口[21]
- 信譽名門